# José Caeiro
José Valentín Caeiro lgos (né le 14 février ou le 17 février - selon les sources - 1925 à Fontarrabie et mort le 14 janvier 1981 à Ferrol) était un joueur et un entraîneur de football espagnol qui évoluait sur les terrains au poste d'attaquant.

## Carrière

### En tant que joueur
Originaire de la province de Guipuscoa au Pays basque, José Caeiro se fit d'abord connaître en étant l'un des attaquants les plus efficaces de la deuxième division espagnole, sous les couleurs du Racing de Ferrol. Ses performances attirent l'œil de la Real Sociedad, ce qui permet à Caeiro de revenir dans son Pays basque natal.
Sous le maillot blanc et bleu, Caeiro confirme ses qualités et inscrit 56 buts en l'espace de trois saisons, dont 18 lors de la seule saison 1950-1951. En 1951 justement, il est titulaire dans l'équipe finaliste de la Copa del Generalísimo, mais échoue face au FC Barcelone (3 - 0).
À la suite de cet épisode, Caeiro gravit un échelon en étant transféré au prestigieux Valence CF. Il n'y restera finalement qu'une saison, sans avoir convaincu, et ne marque aucun but en compétition officielle sous le maillot du club Ché. En 1952, il est donc de nouveau transféré, cette fois-ci à Alicante, où il ne restera également qu'une saison.
Un tournant se produit dans sa carrière lorsqu'à l'été 1953 il est recruté par le Stade rennais, entraîné alors par Salvador Artigas, son ancien coéquipier à la Real Sociedad. Le club breton vient alors d'être relégué en Division 2 et se cherche un avant-centre. Artigas pense immédiatement à Caeiro, mais est dans l'incapacité de le faire venir d'Espagne, la France étant alors sous le coup d'une grève générale qui paralyse le pays. Artigas décide alors de faire le long trajet en voiture pour aller chercher le joueur.
Artigas ne le regrettera pas, Caeiro retrouvant son efficacité de buteur sous les couleurs rennaises avec la bagatelle de 62 buts inscrits pour ses deux premières saisons en Bretagne. Avec 21 buts marqués en 1955-1956, il reste le meilleur buteur du club même si son efficacité est moindre. C'est néanmoins au terme de cette saison que le Stade rennais est sacré champion de France de Division 2 et remonte en D1 après trois années à l'étage inférieur.
En 1956-1957, pour sa dernière saison rennaise, la première au sein de l'élite, Caeiro restera désespérément muet devant le but. Il est progressivement éclipsé au profit du jeune Guy Méano, qui prend sa place sur le front de l'attaque. À l'été 1957, il quitte le Stade rennais pour les amateurs de l'AS Brestoise.

### En tant qu'entraîneur
Reconverti entraîneur, José Caeiro retourne en Espagne, dans des clubs de second rang. Il dirige d'abord son ancien club du Racing de Ferrol, avant de prendre en main le Pontevedra CF et la SD Ponferradina entre 1977 et 1980.
C'est en fonction qu'il décède, alors qu'il allait diriger un entraînement de sa nouvelle formation, Arosa Villagarciano. Victime d'une crise cardiaque, Caeiro meurt le 14 janvier 1981, à 55 ans seulement.

## Palmarès
- 1949 : Champion d'Espagne de deuxième division avec la Real Sociedad
- 1951 : Finaliste de la Copa del Generalísimo avec la Real Sociedad
- 1956 : Champion de France de deuxième division avec le Stade rennais UC